# RSA
În criptografie, RSA este un algoritm criptografic cu chei publice, primul algoritm utilizat atât pentru criptare, cât și pentru semnătura electronică. Algoritmul a fost dezvoltat în 1977 și publicat în 1978 de Ron Rivest, Adi Shamir și Leonard Adleman la MIT și își trage numele de la inițialele numelor celor trei autori.
Puterea sa criptografică se bazează pe dificultatea problemei factorizării numerelor întregi, problemă la care se reduce criptanaliza RSA și pentru care toți algoritmii de rezolvare cunoscuți au complexitate exponențială. Există însă câteva metode de criptanaliză care ocolesc factorizarea efectivă, exploatând maniere eronate de implementare efectivă a schemei de criptare.

## Funcționare
RSA este un algoritm de criptare pe blocuri. Aceasta înseamnă că atât textul clar cât și cel cifrat sunt numere între 0 și n-1, cu un n ales. Un mesaj de dimensiune mai mare decât {\displaystyle log\,n} este împărțit în segmente de lungime corespunzătoare, numite blocuri, care sunt cifrate rând pe rând. De asemenea, ca algoritm criptografic cu chei publice, funcționează pe baza unei perechi de chei legate matematic între ele: o cheie publică, cunoscută de toată lumea, și una secretă, cunoscută doar de deținătorul acesteia.

### Generarea cheilor
Perechea de chei se generează după următorii pași:
1. Se generează două numere prime, de preferat mari, p și q;
2. Se calculează {\displaystyle n\,=\,pq} și {\displaystyle \phi \,=\,(p-1)(q-1)}
3. Se alege un întreg aleator e, {\displaystyle 1<e<\phi } astfel încât cmmdc(e, φ) = 1. Perechea (n, e) este cheia publică.
4. Folosind algoritmul lui Euclid extins, se calculează întregul d, unicul cu proprietatea că {\displaystyle de\,\equiv \,1\,mod\,\phi }. (n, d) constituie cheia secretă.

Decizia cu privire la care dintre e și d este cheia publică și care este cea secretă este, din punct de vedere matematic, arbitrară, oricare dintre cele două numere poate juca oricare dintre roluri. În practică însă, pentru a mări viteza de criptare, și întrucât dintre cele două numere e este cel ales arbitrar, e este cheia publică iar valoarea sa este aleasă un număr mic, de regulă 3, 17 sau 65537 (216+1). Aceasta conduce la un număr minim de înmulțiri, deci la o performanță sporită, deoarece toate aceste numere au doar două cifre 1 în reprezentarea lor binară.

### Criptarea și decriptarea
Presupunând că mesajul clar este sub forma unui număr m, mai mic decât n, atunci mesajul cifrat, notat cu c este 
{\displaystyle c\,=\,m^{e}\,{\pmod {n}}}
unde e este cheia publică a destinatarului mesajului. Pentru a decripta mesajul, destinatarul își folosește cheia sa secretă d, care are proprietatea foarte importantă că:
{\displaystyle de\,\equiv \,1\,mod\,\phi }
Astfel, mesajul clar este recuperat calculând:
{\displaystyle m\,=\,c^{d}{\pmod {n}}}
Oricine poate cripta mesaje cu cheia publică a destinatarului, dar numai acesta din urmă poate decripta, deoarece trebuie să folosească cheia sa secretă.
Algoritmul poate fi folosit și pentru semnătura electronică, folosind cheile invers. Dacă o entitate criptează un mesaj (sau mai degrabă un hash al acestuia) cu cheia sa secretă și atașează rezultatul mesajului său, atunci oricine poate verifica, decriptând cu cheia publică a semnatarului și comparând rezultatul cu mesajul clar (sau cu hash-ul acestuia), că într-adevăr acea entitate este autorul mesajului.

#### Demonstrația formulei de decriptare
Formula de decriptare este valabilă, deoarece:
{\displaystyle c^{d}\,mod\,n\,=\,m^{ed}\,mod\,n}
{\displaystyle ed\equiv 1{\pmod {\phi }}} și, fiindcă {\displaystyle \phi =(p-1)(q-1)}, atunci
{\displaystyle ed\equiv 1{\pmod {p-1}}} și
{\displaystyle ed\equiv 1{\pmod {q-1}}}
și deci se poate scrie:
{\displaystyle ed=k(p-1)+1}
{\displaystyle ed=h(q-1)+1}
Dar, cum p este prim, și deci prim cu m, conform micii teoreme a lui Fermat, rezultă că
{\displaystyle m^{p-1}\,\equiv \,1{\pmod {p}}}
Astfel,
{\displaystyle m^{ed}=m^{k(p-1)+1}=(m^{p-1})^{k}m\equiv {1}^{k}m=m{\pmod {p}}\,}.
Dacă p nu este totuși prim cu m, atunci înseamnă că m este multiplu al lui p, caz trivial în care m este congruent cu 0 modulo p, și deci ridicat la orice putere este congruent cu 0 și deci cu el însuși.
Analog și pentru q, {\displaystyle m^{ed}\equiv m{\pmod {q}}}
De aici, conform teoremei chinezești a resturilor, deoarece p și q sunt numere prime, rezultă că 
{\displaystyle m^{ed}\equiv m{\pmod {pq}}}

## Performanțe în implementări
În general, deoarece se bazează pe o operație destul de costisitoare din punct de vedere al timpului de calcul și al resurselor folosite, și anume exponențierea modulo n, viteza RSA este mult mai mică decât a algoritmilor de criptare cu cheie secretă. Bruce Schneier estima, pe baza unor calcule efectuate în anii 1990, că o implementare hardware de RSA este de 1000 de ori mai lentă decât o implementare DES, iar în software, RSA este de 100 de ori mai lent.
Există anumite modificări care pot aduce performanțe sporite, precum alegerea unui exponent de criptare mic, care astfel reduce calculele necesare criptării, rezolvând în același timp și unele probleme de securitate. De asemenea, operațiile cu cheia secretă pot fi accelerate pe baza teoremei chinezești a resturilor, dacă se stochează p, q și unele rezultate intermediare, folosite des. Cu toate acestea, îmbunătățirile nu sunt mari, iar ordinul de mărime al diferențelor de performanță față de implementările algoritmilor cu cheie secretă rămâne același. De aceea, în sistemele de comunicație în timp real, în care viteza de criptare și decriptare este esențială (cum ar fi, de exemplu, aplicațiile de streaming video sau audio securizate), RSA se folosește doar la începutul comunicației, pentru a transmite cheia secretă de comunicație, care ulterior este folosită într-un algoritm cu cheie secretă, cum ar fi 3DES sau AES.

## Securitatea
Problema decriptării unui mesaj criptat cu RSA este denumită problema RSA. Aceasta constă în obținerea radicalului de ordin e modulo n, unde e și n au proprietatea că n este produsul a două numere prime mari p și q, iar e este prim cu produsul dintre p-1 și q-1. În acest moment, cea mai eficientă metodă de a realiza aceasta este descompunerea în factori primi a lui n, și obținerea astfel a cheii secrete d pe baza lui e. Astfel, este demonstrat că dificultatea spargerii unui mesaj criptat cu RSA nu este mai dificilă decât problema factorizării. Nu a fost descoperită încă o altă soluție generală a problemei RSA, dar nici nu s-a demonstrat matematic că nu există o altă soluție.

Graficul complexităţii celei mai bune metode de factorizare a întregilor în funcţie de lungimea reprezentării binare a numărului factorizat (pe abscisă, log n, adică numărul de cifre al numărului de factorizat; pe ordonată, ordinul de mărime al duratei de factorizare). Se observă că această complexitate este exponenţială, crescând foarte mult pentru numere mari

Factorizarea întregilor prin metodele comune ajută la găsirea soluțiilor în timp util doar pentru numere mici. Pentru numere mari, algoritmii de factorizare, cu complexitate exponențială, dau soluția după foarte mult timp. Cea mai rapidă metodă de factorizare a întregilor, algoritmul general al ciurului câmpurilor de numere, are o complexitate de {\displaystyle o\left(e^{c((\log {n})^{\frac {1}{3}}(\log {\log {n}})^{\frac {2}{3}}}\right)} Aici, c este un număr ce ia valori în jur de 1,9 pentru numere de tipul lui n, adică numere cu doi factori primi. Cel mai mare număr factorizat vreodată prin acest algoritm, rulat în anul 2005, de către specialiști de la Agenția Federală Germană pentru Securitatea Tehnologiei Informației, are 200 de cifre zecimale, iar reprezentarea binară a factorilor primi obținuți ocupă 663 de biți. Cheile de criptare RSA cele mai sigure au lungimi de peste 1024 de biți.
Atacul RSA prin metoda forței brute, adică încercarea fiecărei chei secrete posibile, consumă chiar mai mult timp decât factorizarea.

### Atacuri împotriva RSA
Deși securitatea algoritmului RSA constă în legătura dintre acesta și factorizarea întregilor, el trebuie folosit cu grijă în implementări, deoarece, în caz de folosire eronată, sistemele bazate pe RSA pot fi atacate în anumite maniere care ocolesc factorizarea efectivă a modulului, atacatorul ajungând să obțină mesajul clar sau cheia secretă.

#### Atac cu text cifrat ales
În cazul atacului cu text cifrat ales, atacatorul dispune de cheia publică a entității atacate (exponentul de criptare e și modulul n), și interceptează mesaje cifrate trimise acestuia. Pentru a obține mesajul clar m dintr-un mesaj cifrat c, atacatorul poate proceda, de exemplu, astfel:
1. Calculează {\displaystyle x=(c\times 2^{e}){\pmod {n}}}
2. Trimite entității atacate spre semnare pe x, obținând {\displaystyle y=x^{d}{\pmod {n}}}
3. Se observă că {\displaystyle x=c\times 2^{e}{\pmod {n}}=m^{e}\times 2^{e}{\pmod {n}}=(2m)^{e}{\pmod {n}}}
4. Se rezolvă ecuația {\displaystyle y=(2m){\pmod {n}}}

Atacatorul obține astfel mesajul cifrat. Există mai multe feluri de atacuri cifrate, dar sunt câteva moduri de apărare împotriva lor. Unele pot fi evitate dacă pur și simplu entitatea protejată cu chei secrete refuză să semneze texte arbitrare trimise de terți. Dacă acest lucru nu este posibil (ca de exemplu în cazul unui notar public care trebuie să semneze documente electronice prezentate de persoane străine), atunci atacul poate fi prevenit prin folosirea unei perechi diferite de chei pentru criptare și pentru semnătura electronică. De asemenea, este necesar să se folosească și un padding aleator pentru mesaj înainte de criptare sau, în cazul semnăturii, să nu se semneze mesajul clar, ci un hash al acestuia. De asemenea, atacul poate fi evitat și dacă se impune o anumită structură predefinită mesajelor primite spre semnare.

#### Mesaje necriptate
Întrucât RSA se bazează pe ridicarea la putere (modulo un număr n), există anumite părți de mesaje care nu sunt criptate, părți rezultate în urma împărțirii mesajului pe blocuri. Astfel de mesaje sunt mesajele m cu proprietatea că m=mx (mod n) oricare ar fi x, ca de exemplu m=0, m=1, m=n-1. Numărul exact al acestor mesaje decriptate este {\displaystyle (1+cmmdc(e-1,p-1))\cdot (1+cmmdc(e-1,q-1))}, și deci este de minim 9 (deoarece e, p și q sunt impare). Pentru a micșora numărul de astfel de părți de mesaj, este util să se folosească un exponent public e cât mai mic.

#### Exponentul de criptare mic
În unele aplicații, se folosește un exponent de criptare (public) mic, de exemplu 3, pentru a mări performanța, dar și pentru a rezolva unele probleme de securitate. Dacă mai multe entități care comunică folosesc același exponent public (dar fiecare are propriul modul și deci propria cheie secretă), atunci același mesaj trimis mai multor destinatari are următoarele valori:
{\displaystyle c_{1}=m^{e}{\pmod {n_{1}}}}
{\displaystyle c_{2}=m^{e}{\pmod {n_{2}}}}
{\displaystyle c_{3}=m^{e}{\pmod {n_{3}}}}
unde ni sunt modulele celor trei destinatari, e este exponentul comun acestora iar m este mesajul trimis tuturor celor trei. Un atacator poate folosi algoritmul lui Gauss pentru a descoperi o soluție mai mică decât n1n2n3 a unui sistem compus din următoarele ecuații:
{\displaystyle x=m^{e}{\pmod {n_{1}}}}
{\displaystyle x=m^{e}{\pmod {n_{2}}}}
{\displaystyle x=m^{e}{\pmod {n_{3}}}}
Această soluție este, conform teoremei chinezești a resturilor, cubul mesajului m. Soluția pentru această problemă este cea denumită sărarea mesajului (din engleză salting), adică adăugarea unui padding format din numere pseudoaleatoare, padding diferit pentru fiecare expediere a mesajului.

#### Exponentul de decriptare mic
Dacă exponentul de decriptare (cel secret) este mic, pe lângă faptul că multe părți din mesaj nu se criptează, așa cum s-a arătat mai sus, există un algoritm rapid de găsire a lui d, cunoscând informațiile e și n. Acest algoritm nu este eficient dacă d este de același ordin de mărime cu n, deci dacă e este mic, acesta fiind unul din motivele pentru care se alege în general e un număr mic, pentru ca d să fie cât mai mare.